# Chrysolina timarchoides
Chrysolina timarchoides é uma espécie de artrópode pertencente à família Chrysomelidae.